# Chajjim Bar
Chajjim Bar (hebr. ‏חיים בר‎; ang. Haim Bar; ur. 14 maja 1954) – izraelski piłkarz występujący na pozycji obrońcy.

## Życiorys
Przez całą karierę piłkarską związany był z Maccabi Netanja. Występował w nim w latach 1971–1989. W latach 1974–1983 był również reprezentantem kraju. W 1976 roku wraz z reprezentacją wystąpił na igrzyskach olimpijskich w Montrealu.